# 昂布吕梅尼勒
昂布吕梅尼勒（法語：Ambrumesnil，法語發音：[ɑ̃bʁymenil]）是法国滨海塞纳省的一个市镇，属于迪耶普区。

## 地理
昂布吕梅尼勒（49°51'27"N, 0°59'39"E）面积5.14 平方千米，位于法国诺曼底大区滨海塞纳省，该省份为法国北部沿海省份，其西部及北部濒大西洋英吉利海峡，东起顺时针与索姆省、瓦兹省、厄尔省和卡爾瓦多斯省接壤。
与昂布吕梅尼勒接壤的市镇（或旧市镇、城区）包括：乌维尔拉里维耶尔、阿夫勒梅尼勒、格尔、奥夫朗维尔、圣但尼达克隆。

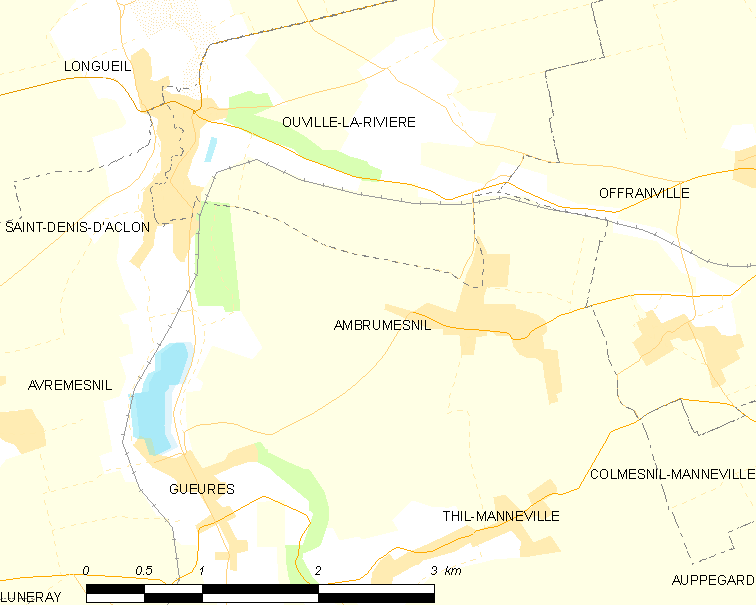
昂布吕梅尼勒的OSM定位图

昂布吕梅尼勒的时区为UTC+01:00、UTC+02:00（夏令时）。

## 行政
昂布吕梅尼勒的邮政编码为76550，INSEE市镇编码为76004。

## 政治
昂布吕梅尼勒所属的省级选区为迪耶普第一县。

## 人口

1962-2008年间昂布吕梅尼勒人口变化图示

昂布吕梅尼勒于2022年1月1日时的人口数量为504人。